# Pożar w Sali Królestwa Świadków Jehowy w Wonju
Podpalenie Sali Królestwa Świadków Jehowy w Wonju – pożar Sali Królestwa w południowokoreańskim mieście Wonju wywołany przez podpalenie. Do zdarzenia doszło 4 października 1992 roku. W wyniku pożaru śmierć poniosło 15 osób, a 26 zostało rannych. Zamachu dokonał człowiek, którego żona była obecna na zebraniu Świadków Jehowy podczas wizyty nadzorcy podróżującego w zborze (kobieta ta zdołała opuścić płonący budynek).

## Przebieg pożaru
W niedzielę 4 października 1992 roku psychopata wtargnął na pierwsze piętro budynku, gdzie mieściła się niewielka Sala Królestwa, w której zebranych było 90 osób. Mężczyzna wylał pojemnik benzyny na dywan przed głównym wejściem i wzniecił ogień. W ciągu kilku minut pożar objął większą część pomieszczenia. Zamachowiec wraz z niektórymi z obecnych wydostał się na zewnątrz, po czym ze wzgardą kopał rannych, którzy przedostali się tylnym wyjściem ewakuacyjnym lub przez okno na wąski występ w murze, a stamtąd na dach przyległego budynku i potem na ziemię. Inni skakali bezpośrednio z pierwszego piętra. Nadzorca podróżujący, który wygłaszał wykład publiczny, zawołał: „Szybciej, ratujcie dzieci!”, a następnie wraz z żoną starali się pomóc ewakuować innym. Gdyby tego nie czynili, to zdaniem ocalałych zdołaliby się uratować (oboje zginęli).

## Akcja ratunkowa
Na miejsce tragedii szybko przybyło 7 samochodów straży pożarnej z 30 strażakami, jednak żywioł zdążył już pochłonąć swe ofiary. Ogień ugaszono z wielkim trudem w ciągu godziny. Identyfikacja ofiar była trudna i trwała 2 godziny. Pomoc nadeszła również z Biura Oddziału Towarzystwa Strażnica w Ansong (100 km od Wonju), zorganizowano także pomoc z innych zborów z całej Korei.

## Bilans ofiar
W wyniku pożaru 15 osób zginęło, a 26 zostało rannych. Osoby, które poniosły śmierć przez uduszenie dymem, znajdowały się z przodu Sali. Ofiary pochodziły w sumie z 9 rodzin. Było wśród nich troje dzieci w wieku 3, 4 i 14 lat.

## Pogrzeb i aresztowanie podpalacza
W kilka dni po zamachu urządzono zbiorowy pogrzeb ofiar, którym pokierował przedstawiciel koreańskiego Biura Oddziału. Zamachowiec został aresztowany pod zarzutem morderstwa i podpalenia. W areszcie próbował popełnić samobójstwo.
Zamachu dokonał człowiek, którego żona była sympatykiem Świadków Jehowy. Dwa tygodnie przed zdarzeniem pobił ją do utraty przytomności, a gdy doszła do siebie, oblał ją rozcieńczalnikiem i podpalił. Mimo tego kobieta nie dała się zastraszyć i uczęszczała na zebrania Świadków Jehowy. Po zdarzeniu adwokat podpalacza nakłaniał kobietę do podpisania oświadczenia, według którego mąż popełnił ten czyn, gdyż nie chciała ona porzucić fanatycznej religii oraz że nie była dobrą żoną. Kobieta odmówiła. Tydzień po podpaleniu na zgromadzeniu Świadków Jehowy przyjęła chrzest.